# Stations régionales de l'ORF
Les stations régionales de l'ORF sont des branches de l'ORF dans chaque État d'Autriche. Depuis 1975, il y a également une station régionale à Bolzano pour la population germanophone du Trentin-Haut-Adige (Tyrol du Sud) en Italie.
Les stations régionales produisent leurs propres radios qui sont diffusées dans le Land entier. Ces radios régionales sont regroupées avec Ö2. La station régionale en Carinthie produit également Radio Dva (Radio Deux) en slovène pour l'ORF. En ce qui concerne la télévision, chaque station régionale produit ses propres informations et son bulletin météorologique, qui est diffusé dans le Land en simultané sur ORF 2. Chaque dimanche à 18h30, une station régionale est choisie pour produire l'émission « Österreich Bild », qui montre les temps forts du Land au reste de l'Autriche. Des sujets similaires sont également couverts dans l'émission « Erlebnis Österreich », les dimanches à 17h05, où la station régionale contribue en reportages et interviews. Chaque station régionale possède son propre site Internet, fournissant les dernières informations sur le Land.
Les stations régionales jouent également une part dans l'information nationale et les émissions. Pour le journal national « Zeit im Bild », les reportages sont envoyés directement au Centre ORF à Vienne, prêts à être diffusés. Pour certaines émission comme « Thema » ou « Der Report », le modérateur de Vienne voyage dans différents lieux d'Autriche, et la station régionale ne fournit qu'une équipe technique.
Le siège social de chaque station régionale est toujours dans la capitale du Land, sauf dans le Vorarlberg, où le siège social est situé dans la ville de Dornbirn, la plus grande du Vorarlberg. Chaque bureau régional a son directeur régional, et toutes les stations ont été construites par le même architecte, Gustav Peichl, ainsi tous les bâtiments sont similaires.

## Studios régionaux

### Basse-Autriche

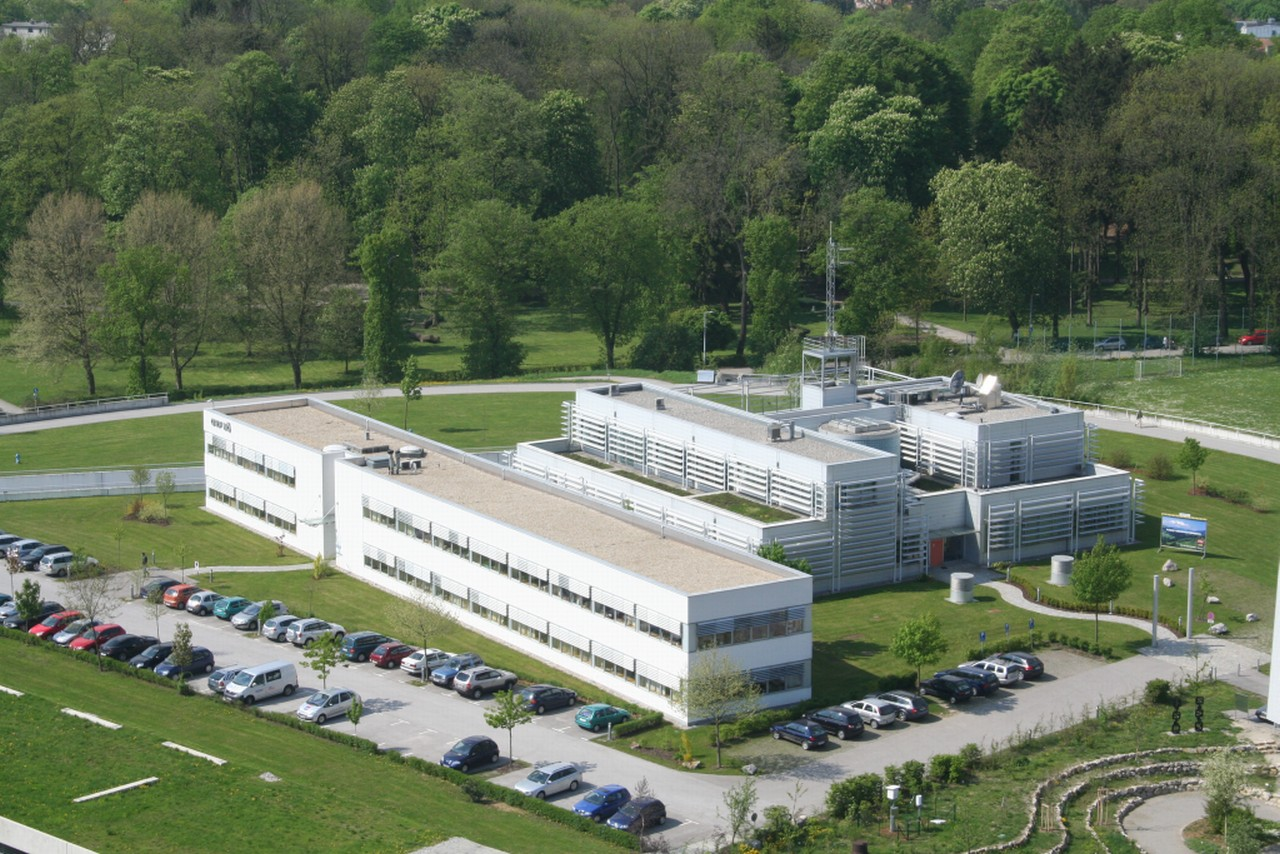
Station régionale en Basse-Autriche.

La station régionale de Basse-Autriche est située à Sankt Pölten. Le directeur régional est Norbert Gollinger.
Liste des directeurs :
- 1967 - 1972 : Hubert Hasslinger
- 1er janvier 1973 — 1976 : Kurt Bergmann
- 1976 – 1978 : Ernst Wolfram Marboe
- 1978 – 1998 : Paul Twaroch
- 1998 – 2002 : Monika Lindner
- depuis 2002 : Norbert Gollinger

### Burgenland
La station régionale du Burgenland est située à Eisenstadt. Le directeur régional est Karlheinz Papst.
Liste des directeurs :
- 1967 - 1970 : Egon Laßmann
- 1970 - 1971 : Ernst Willner
- 1974 – 1982 : Karl Hofer
- 1982 – 1986 : Hellmut Andics
- 1986 – 1990 : Karl Hofer
- 1990 – 1998 : Ulrich Brunner
- depuis 1998 : Karlheinz Papst

### Carinthie
La station régionale de Carinthie est située à Klagenfurt. Le directeur régional est Karin Bernhard.
Liste des directeurs :
- 1967 – 1978 : Peter Goritschnig
- 1978 – 1983 : Ernst Willner (im Amt verstorben)
- 1983 – 1994 : Heinz Felsbach
- 1994 – 1998 : Helmut Schwandter
- 1998 – 2002 : Gerhard Draxler
- 2002 — 2006 : Willy Mitsche
- 2007 – 2011 : Willy Haslitzer
- depuis 2012 : Karin Bernhard

### Haute-Autriche
La station régionale d'Haute-Autriche est située à Linz. Le directeur régional est Kurt Rammerstorfer.
Liste des directeurs :
- 1967 — Décembre 1973 : Alfred Schwetz
- Janvier — Octobre 1974: Hermann Hirner
- 1974 – 1998 : Hannes Leopoldseder
- 1998 – 2002 : Kurt Rammerstorfer
- 2002 – 2012 : Helmut Obermayr
- depuis 2012 : Kurt Rammerstorfer

### Salzbourg
La station régionale de Salzbourg est située dans la ville du même nom. Le directeur régional est Roland Brunhofer.
Liste des directeurs :
- 1954 – 1975 : Paul Becker
- 1975 – 1984 : Rudolf Bayr
- 1984 – 2002 : Friedrich Urban
- 2002 – 2007 : Hubert Nowak
- 2007 – 2012 : Siegbert Stronegger
- depuis 2012 : Roland Brunhofer

### Styrie

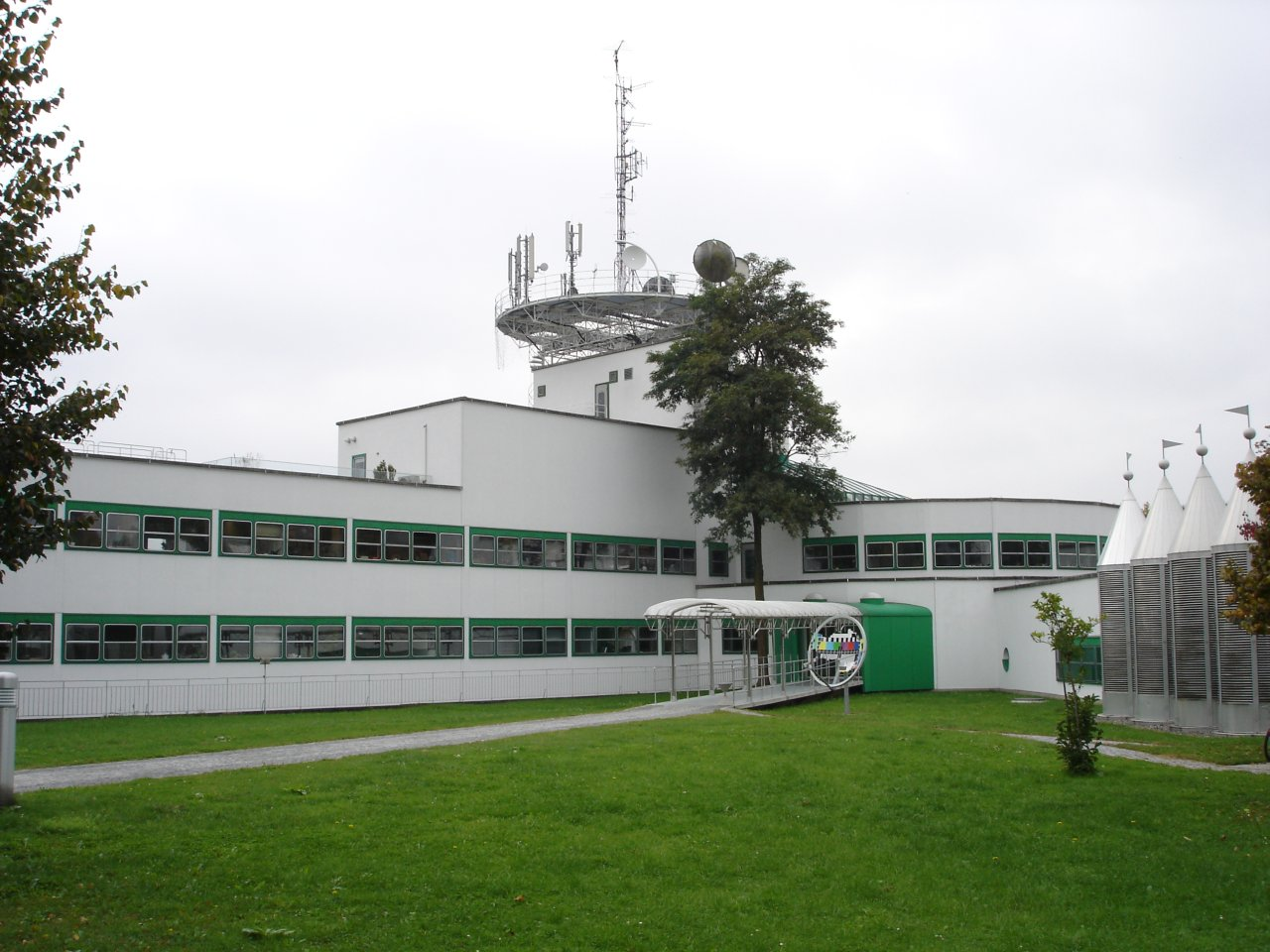
La station régionale en Styrie.

La station régionale de Styrie est située à Graz. Le directeur régional est Gerhard Draxler.
Le nouveau studio régional de Styrie a été construit par l'architecte Gustav Peichl de 1978 à 1981.
Extérieurement, la station ressemble aux autres stations régionales en Autriche. Les intérieurs ont été conçus avec les dernières techniques de pointe. L'ouverture officielle s'est tenue le 12 septembre 1981.
L'ancienne station de la Zusertalgasse a été vendue à la Chambre de commerce locale.
La station conçoit un journal quotidien nommé « Steiermark heute ». Elle produit également des reportages pour les émissions « Erlebnis Österreich », « Österreichbild », « Klingendes Österreich » ainsi que pour l'« Alpen-Donau-Adria-Magazin ». La station produit aussi de l'information pour le Centre ORF de Vienne pour le « Zeit im Bild », « Willkommen Österreich » et de nombreux évènements sportifs.
La station régionale de Sytrie abrite également Radio Steiermark et sa rédaction du site Internet steiermark.orf.at. Ce site diffuse le flux de cette radio ainsi que le « Steiermark heute » et le « Zeit im Bild ». Ces émissions sont disponibles jusqu'à 3 semaines après leur diffusion initiale.
Le studio public, qui convient pour les productions radiophoniques et télévisuelles, sert également de Palais des congrès, et fait de la station régionale un espace ouvert. La « Funkhausgalarie » offre de nombreuses exposition d'art à intervalles réguliers. L'ORF Steiermark accueille également des séances de lecture et des concerts.
Liste des directeurs :
- 1967/1968–1988 : Emil Breisach
- 1988–1990 : Wolfgang Lorenz
- 1990–1994 : Günther Ziesel
- 1994–1998 : Kurt Bergmann
- 1998–2007 : Edgar Sterbenz
- depuis 2007 : Gerhard Draxler

### Tyrol

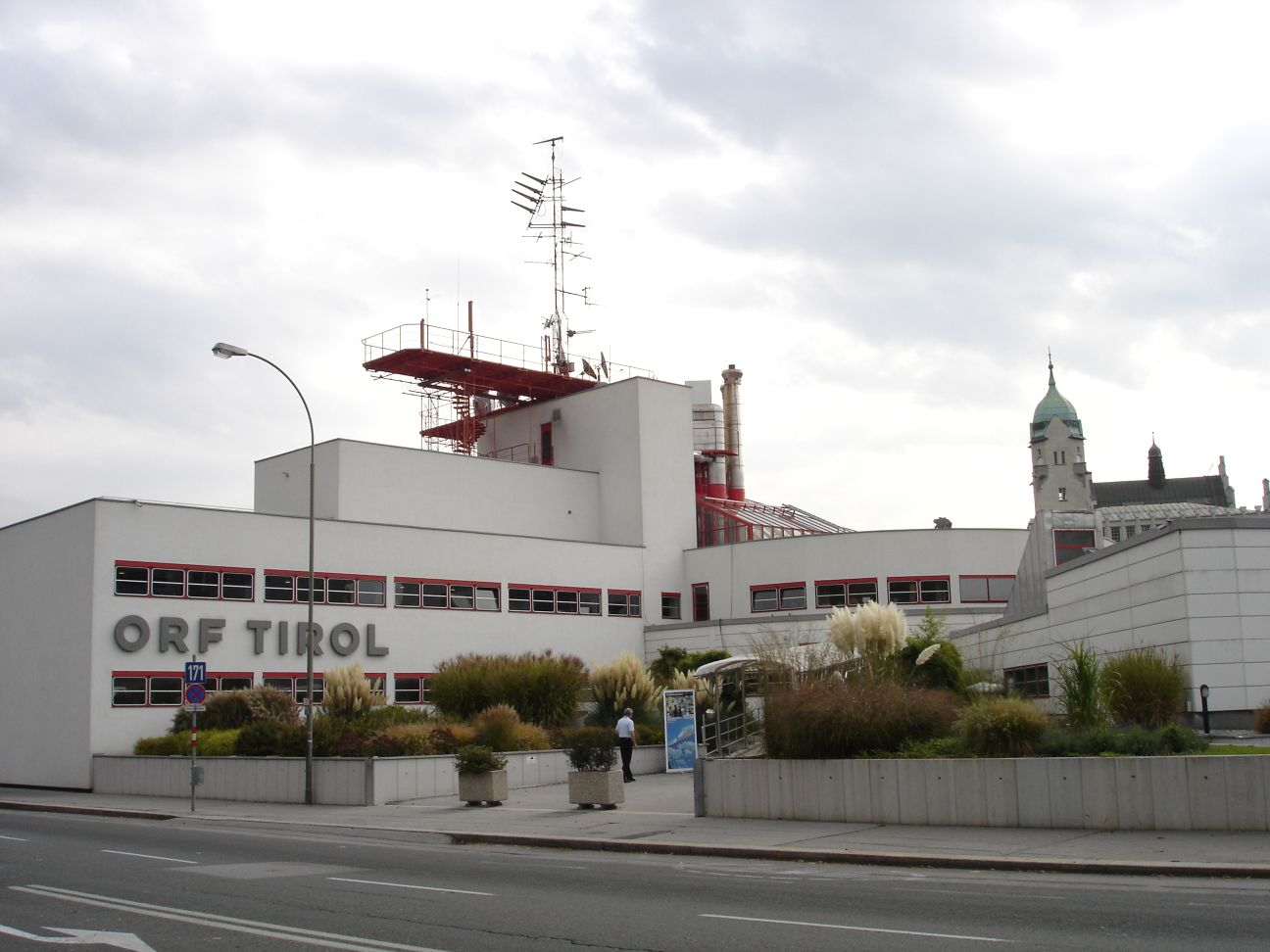
La station régionale dans le Tyrol.

La station régionale du Tyrol est située à Innsbruck. Le directeur régional est Helmut Krieghofer.
L'ORF Tyrol produit quotidiennement le journal « Tirol Heute » et « Südtirol Heute » en semaine. Bien que les reportages de « Südtirol Heute » soient produits dans les bureaux de l'ORF à Bolzano, le journal est diffusé via Innsbruck.
La station régionale du Tyrol diffuse également de la musique folk dans l'émission « Mei liabste Weis » par Franz Posch, qui est diffusée trois fois par an dans différents lieux d'Autriche.
La Kulturhaus tyrol
Le bureau régional dans le Tyrol gère la "Kulturhaus", la maison de la culture, dans laquelle sont montrés régulièrement des expositions culturelles. Dans ce bâtiment, des artistes connus et non-connus ont une plateforme pour présenter leurs travaux.
Liste des directeurs :
- 1967 – 1986 : Hans Hauser
- 1986 – 1990 : Rudolf Nagiller
- 1990 – 1994 : Ernst Grissemann
- 1994 – 1998 : Helmut Kaiser
- 1998 – 2000 : Roland Adrowitzer
- 2000 – 2007 : Robert Barth
- 2007 – 2012 : Kurt Rammersdorfer
- depuis 2012 : Helmut Krieghofer

### Vienne

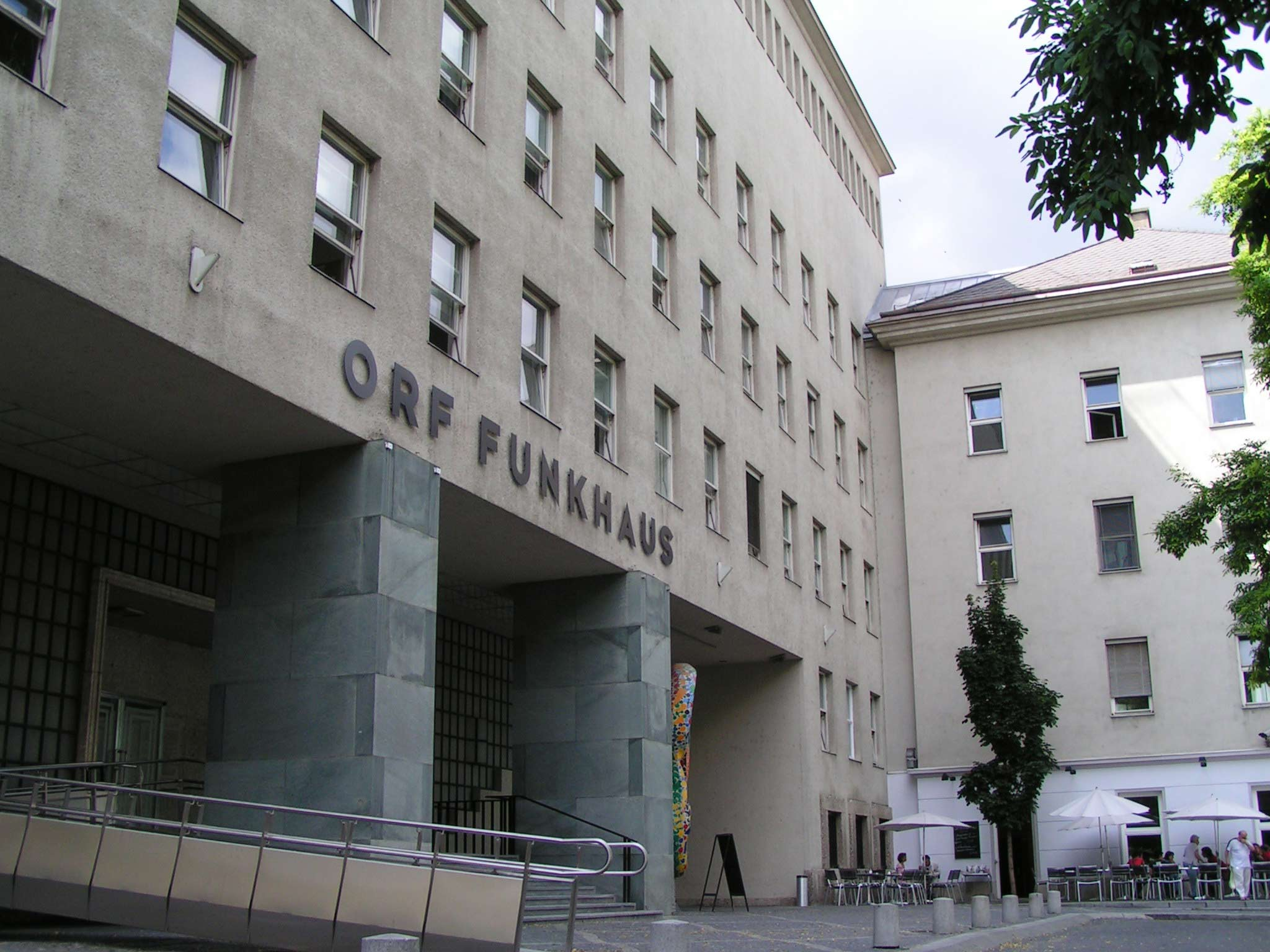
Station régionale à Vienne.

La station régionale de Vienne est située au 30a Argentinierstaße à Vienne. Le directeur régional est la Dr. Brigitte Wolf.
Liste des directeurs : 
- 1967 — 1971 : Ernst Glaser
- 1974 — 1982 : Gundomar Eibegger
- 1982 – 1992 : Othmar Urban
- 1992 – 1994 : Gerhard Weis
- 1994 – 2002 : Reinhard Scolik
- depuis 2002 : Brigitte Wolf

### Vorarlberg

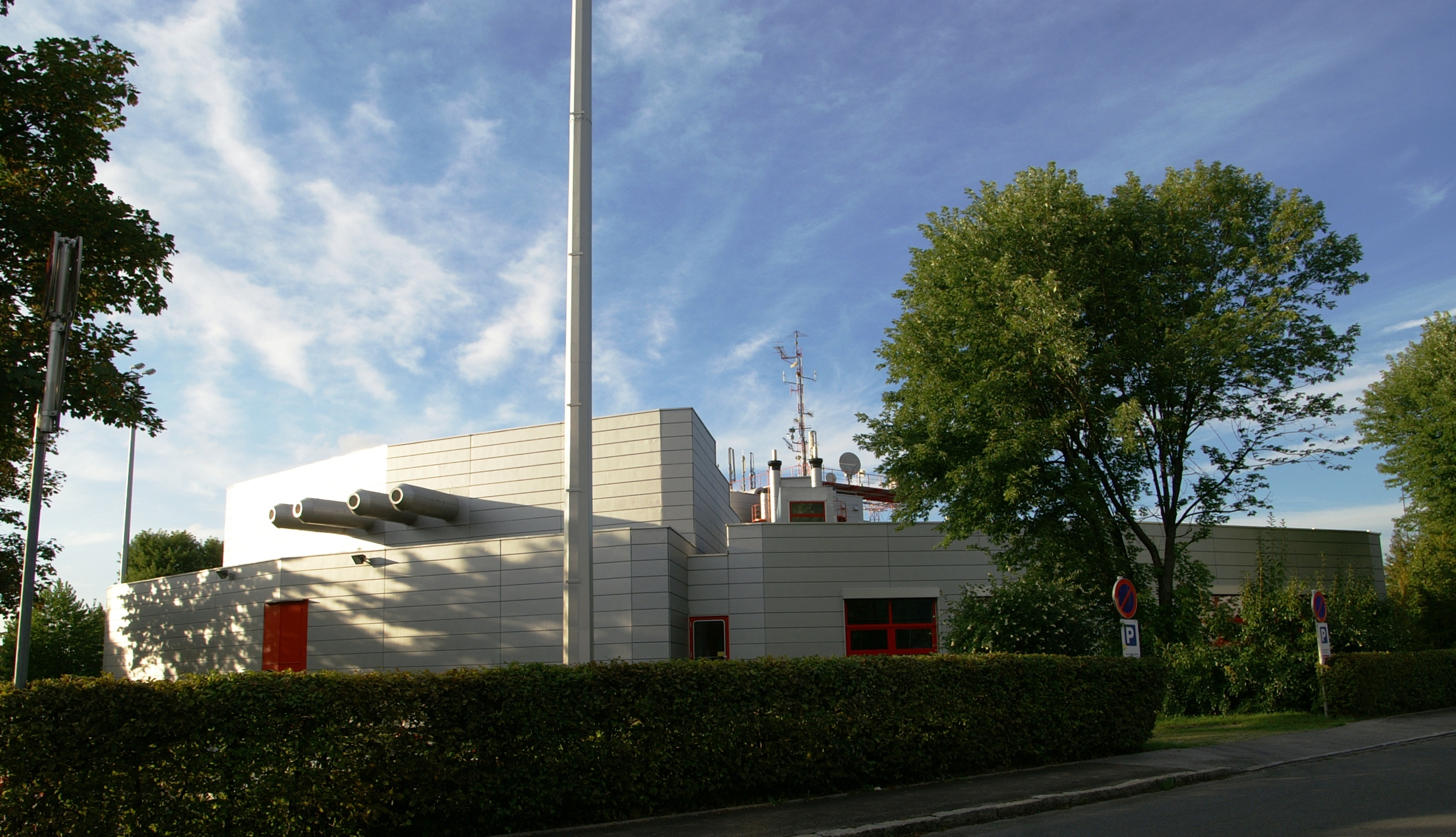
Station régionale dans le Vorarlberg.

La station régionale du Vorarlberg est située à Dornbirn. Le directeur régional est Markus Klement.
Les anciens membres qui travaillaient à l'ORF Vorarlberg étaient : Elmar Oberhauser, Roman Rafreider, Hanno Settele, Lisbeth Bischoff et Peter Moosmann. Ces personnes travaillent à présent dans les chaînes TV nationales de l'ORF TV ou sont correspondants à l'étranger.
Liste des directeurs : 
- 1967–1982 : Walther Tölzer
- 1982–1997 : Leonhard Paulmichl
- 1997–2012 : Wolfgang Burtscher
- depuis 2012 : Markus Klement

## Identité visuelle (logo)

Logo d'ORF Basse-Autriche.
Logo d'ORF Burgenland.
Logo d'ORF Carinthie.
Logo d'ORF Haute-Autriche.
Logo d'ORF Salzbourg.
Logo d'ORF Tyrol.
Logo ORF Vienne.
Logo d'ORF Vorarlberg.